# SolidWorks
SolidWorks je programsko rješenje za računalno potpomognuti dizajn (CAD) i računalno potpomognuti inženjering (CAE), računalni program koji se prvenstveno izvodi na sustavu Microsoft Windows. Iako je moguće pokrenuti SolidWorks na MacOS-u, SolidWorks to ne podržava.  SolidWorks objavljuje Dassault Systèmes.
Prema izdavaču, više od dva milijuna inženjera i dizajnera u više od 165 000 tvrdaka koristilo je SolidWorks 2013. godine. Također, prema podatcima tvrtke, prihod SolidWorksa za fiskalnu godinu 2011./12. godinu iznosio je 483 milijuna USD.

## Vanjske poveznice
- Službene stranice